# Thunder 2
Thunder 2 è un film del 1987 diretto da Fabrizio De Angelis.

## Trama
Creduto morto, Thunder torna in città e viene arruolato nella polizia dove ritrova il vice-sceriffo Rusty, con cui in passato aveva avuto degli screzi. Quest'ultimo è in realtà un trafficante di droga e riesce a incastrare il giovane indiano che viene rinchiuso in un penitenziario dove viene sottoposto ad un trattamento brutale; riuscito a evadere, Thunder dà la caccia a Rusty, che oltretutto si era reso responsabile della morte del figlio, e una volta faccia a faccia con il suo nemico anziché ucciderlo decide di risparmiarlo.
Lo sceriffo decide di chiudere la vicenda facendo scappare Thunder, chiedendogli di non fare più ritorno in città, e una volta che l'indiano si allontana in macchina insieme alla moglie estrae un fucile di precisione, mira alla cabina e fa fuoco.